# Каспарссон, Анна
Анна Каспарссон (швед. Anna Casparsson, полное имя Anna Charlotta Sophia Casparsson, урождённая  von Feilitzen; 1861—1961) — шведская пианистка и художница по текстилю.

## Биография
Родилась 10 октября 1861 года в округе Скеда (с 1971 года в муниципалитете Линчёпинг) в семье писателя Урбана фон Фейлитцена и его жены — пианистки Лоттен фон Фейлитцен, которая была дочерью композитора Адольфа Линдблада.
Анна Каспарссон и её муж работали в страховой компании Skandia и имели многочисленные контакты, в том числе и с художниками из Шведского союза художников. Супруги одними из первых построили в Сальтшёбадене виллу Villa Snäckan в патрицианском стиле, где был салон, в котором Анна играла на фортепиано, а также художественная студия, в которой работала дочь Анна и встречались художники.
После смерти мужа и сына, в 1920-х годах, Анна Каспарссон занялась вышиванием, чем занималась в течение следующих 60 лет. Формально у неё не было художественного образования, только музыкальное, но она самостоятельно освоила роспись по текстилю. И только в 1945 году, в возрасте 84 лет, она дебютировала на выставке в Сальтшёбадене. В том же году она участвовала в выставке Nordiska konstnärinnor в художественной галерее Лильевальча (шведский промышленник и меценат) в Стокгольме. В 1960 году её работы были показаны на персональной выставке в Музей современного искусства в Стокгольме, которая впоследствии была представлена в уменьшенной версии во многих художественных галереях и музеях Швеции.
Вышивка обычно делалась нитками на материале из шёлка или бархата. Каспарссон добавляла в свои композиции разноцветные кусочки ткани, кисточки, кружева, кусочки стекла и бисер, иногда украшая работу масляной краской. Мотивы для своих произведений она часто брала из мира сказок. Её работы имеются в стокгольмских Национальном музее Швеции и Музее современного искусства.
Умерла 24 сентября 1961 года в городе Сальтшёбаден муниципалитета Нака.
Перед смертью Анна Каспарссон оставила свою коллекцию бисера и блёсток давней подруге, художнице Май Бринг. Дар оказался воистину поворотным в судьбе восьмидесятилетней художницы: используя эти материалы, она начала создавать коллажи и выработала на склоне лет совершенно новый стиль.
Летом 2013 года в Nacka konsthall была организована выставка работ Анны Каспарссон и её дочери Марьи.

### Семья
Ана Каспарссон была замужем за Эдвардом Каспарссоном (Edvard Casparsson, 1856—1923), который был хорошим другом известных художников Андерса Цорна и Эрнста Юсефсона.
В семье у них было четверо детей, в числе которых дочь Марья, ставшая художницей.

## Память
В 1960 году Анне Каспарссон посвятил короткометражный фильм с одноимённым названием режиссёр Петер Вайс.